# Augustinerkirche (Trier)

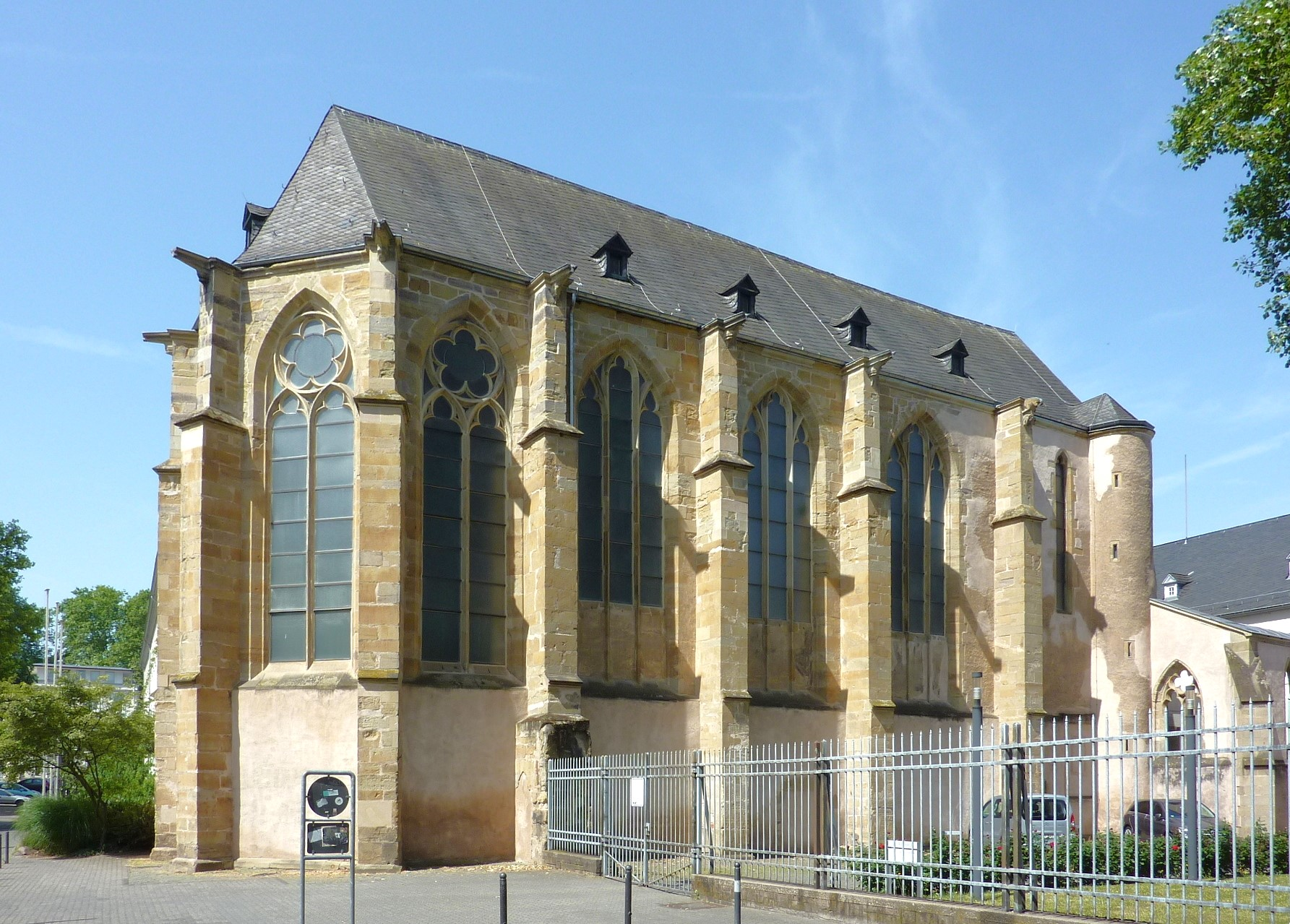
Der Langchor der Trierer Augustinerkirche von Nordost

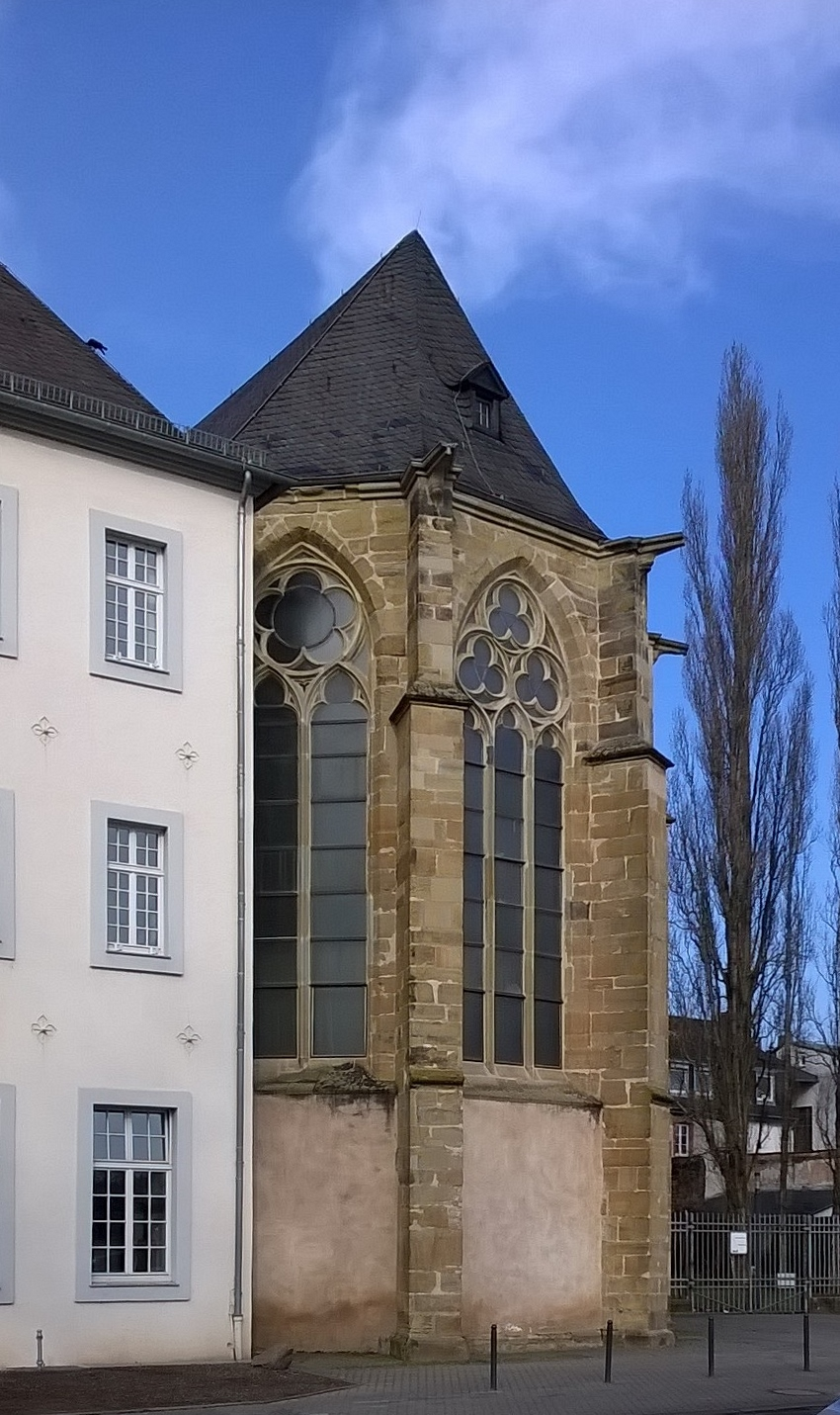
Apsis von Süden

Die Augustinerkirche ist die ursprünglich der heiligen Katharina von Alexandrien geweihte Kirche des Trierer Konvents der Augustinereremiten. Von der Kirche ist nur der Langchor erhalten, der heute in den Komplex des Rathauses integriert ist.

## Geschichte
Der Konvent der Augustinereremiten in Trier wurde 1271 erstmals erwähnt. Der erhaltene vierjochige Langchor der Kirche mit Fünfachtelschluss wurde um 1320 errichtet. Vom Langhaus selber finden sich nur noch Fragmente des nördlichen Seitenschiffs, welches um 1280 entstanden ist.
1802 wurde das Kloster im Zuge der Säkularisation aufgehoben. Der Langchor ist heute Sitzungssaal des Trierer Stadtrats.